# Kallham
Kallham là một đô thị ở huyện Grieskirchen bang Oberösterreich, nước Áo. Đô thị này có diện tích 26,7 km², dân số thời điểm ngày 31 tháng 12 năm 2005 là 2542 người.